# Sam Ryder
Sam Ryder (Essex, 25 de junio de 1989) es un cantante británico. Ryder saltó a la fama a través de TikTok, después de publicar covers de música durante la primera cuarentena del Reino Unido por la pandemia de COVID-19 en marzo del 2020. Reconocido por su voz fuerte y hábil, con gran capacidad para el falsete, su propia música incorpora varios géneros como música rock, pop, rock alternativo y metalcore.
Ryder representó al Reino Unido en el Festival de la Canción de Eurovisión 2022 con la canción "Space Man", terminando primero en la votación del jurado y segundo en la general del concurso. Se le atribuye haber ayudado a cambiar la suerte de Reino Unido en Eurovisión y la mirada que el público y la prensa británicos tienen sobre el concurso. Su canción alcanzó el puesto número dos en la lista de singles del Reino Unido, convirtiéndose en la canción eurovisiva más alta en los últimos veinticinco años, certificada oro por el BPI. El álbum debut de Ryder There's Nothing but Space, Man! (2022) debutó en el número uno en la lista de álbumes del Reino Unido. 

## Biografía
Ryder asistió a la escuela católica St. John Payne en Chelmsford, Essex, entre 2000 y 2007.
Comenzó a trabajar en la industria de la música como cantante y guitarrista en 2009, cofundando el grupo The Morning After y haciendo de sesionista para los grupos Blessed by a Broken Heart y Close Your Eyes. Ryder saltó a la fama gracias a TikTok, donde, desde el primer confinamiento durante la pandemia de COVID-19 en marzo de 2020, comenzó a publicar versiones de canciones. A finales del mismo año, Ryder se convirtió en el artista más seguido en la plataforma, lo que le llevó a firmar un contrato discográfico con Parlophone y la agencia de gestión TaP Music.
El 10 de marzo de 2022, se anunció que la BBC había seleccionado internamente a Ryder como el representante de Reino Unido en el Festival de la Canción de Eurovisión 2022 con la canción "Space Man". Actuó en la Gran Final del 14 de mayo en Turín y otuvo el segundo puesto, sólo por detrás de Ucrania, siendo la mejor posición del Reino Unido en el festival desde 1998. Tras esto, su tema llegó al número 2 de la lista de ventas británicas y al número 1 de descargas.
En junio de ese mismo año actúa en el Concierto del Jubileo de la reina Isabel II con numerosas estrellas internacionales. El 3 de septiembre de 2022 participa del concierto tributo a Taylor Hawkins, interpretando el clásico de Queen Somebody To Love junto a Foo Fighters, Brian May y Roger Taylor. Más tarde publica su primer álbum de estudio, There's Nothing but Space, Man!, llegando al número 1 de la lista británica.

## Discografía

### Álbumes de estudio
- 2022: There's Nothing but Space, Man!

### EP
- 2021: The Sun's Gonna Rise

### Sencillos
- 2019: "Set You Free"
- 2021: "Whirlwind"
- 2021: "Tiny Riot"
- 2021: "July"
- 2021: "More"
- 2021: "The Sun's Gonna Rise"
- 2022: "Space Man"
- 2022: "Somebody"